# Храм Сандзюсанґен
Хра́м Сандзюсанґе́н або Сандзюсанґе́н-до́ (яп. 三十三間堂, さんじゅうさんげんどう, МФА: [sand͡ʑuːsangeɴ doː], «храм тридцяти трьох кенів») — буддистський монастир в Японії.  Належить секті Тендай.   Розташований за адресою: префектура Кіото, місто Кіото, район Хіґасіяма, Сандзюсанґен-до, квартал Маварі 657. Монастирський титул — відстуній, оскільки належить монастирю Мьохо. Офіційна назва — Храм лотосового короля. Заснований 1164 року. Головною святинею монастиря є статуя тисячорукої Каннон. До цінних пам'яток належать головний храм (національний скарб Японії), огорожа Тойотомі Хідейосі (важлива культурна пам'ятка Японії).
 Названий за кількістю 33 інтервалів між колонами всередині храму. Протяжність з півночі на південь становить 125 м.

## Короткі відомості

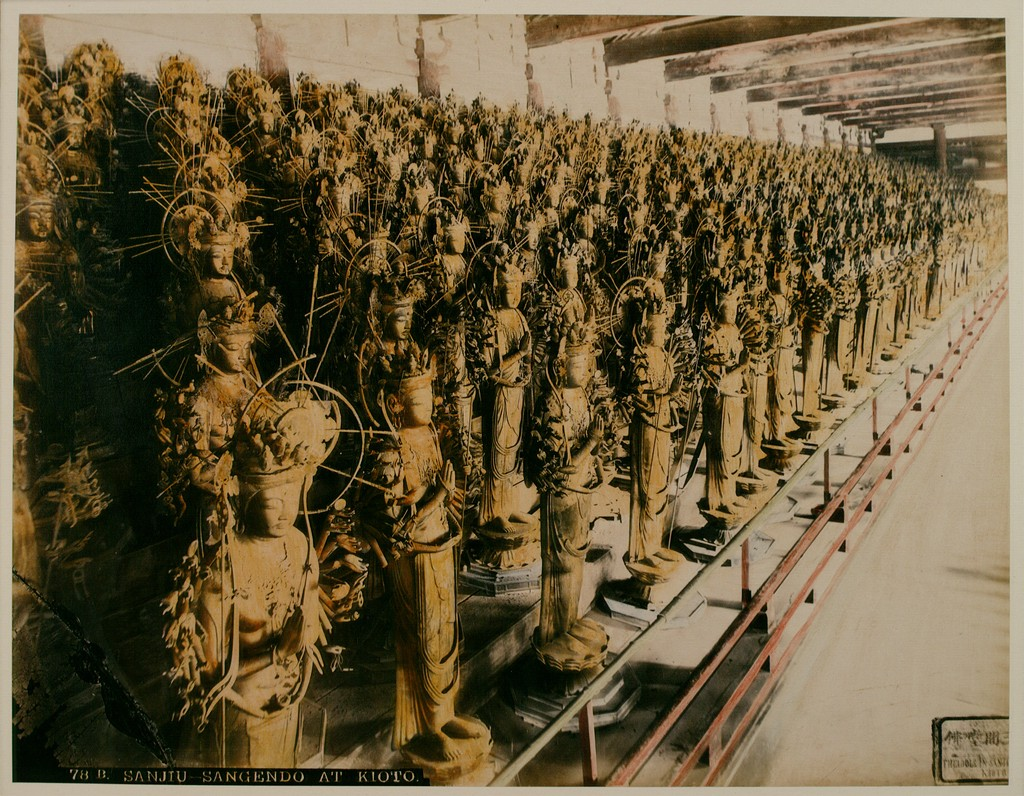
Тисяча статуй тисячорукої Авалокітешвари

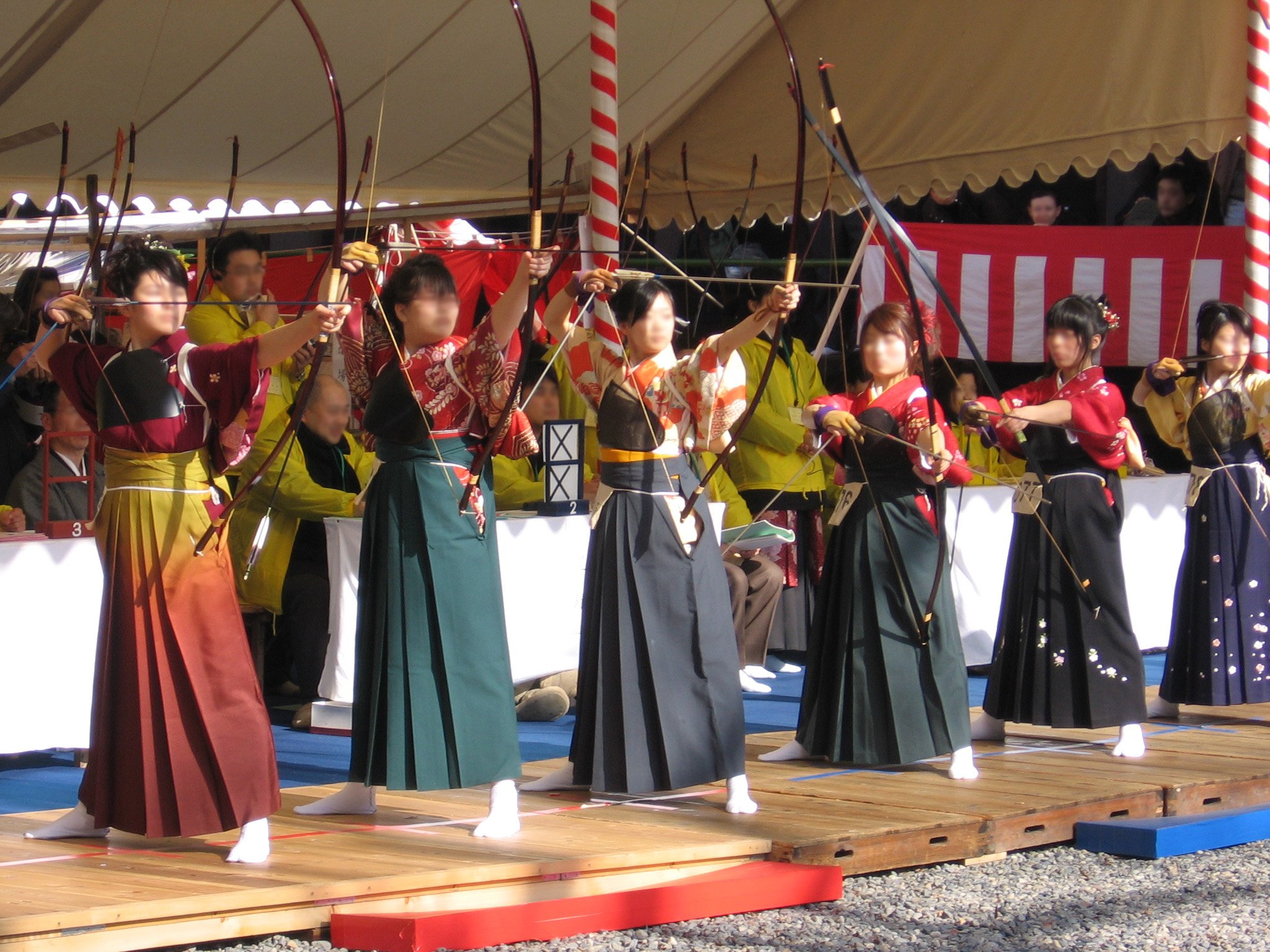
Турнір зі стрільби з лука в храмі Сандзюсанґен.

Храм Сандзюсанґен був збудований у 1164 році Тайрою но Кійоморі за наказом екс-Імператора Ґо-Сіракава. Після загибелі роду Тайра у 1185 році, храм перейшов під патронат екс-Імператора і був розширений. Тоді ж храмові ченці отримали від двору багаті землі у провінції Тадзіма для забезпечення своїх фінансових потреб.
У 1249 році у Кіото спалахнула велика пожежа під час якої будівля Сандзюсанґен і майже усі буддистські образи згоріли. З тисячі статуй тисячорукої Авалокітешвари вдалося врятувати лише 124, разом із статуями її 28 підлеглих божеств. У 1266 році за повелінням екс-Імператора Ґо-Саґа храм був відбудований у вигляді, в якому він зберігається по-сьогодні як Національний скарб Японії.
У період війни Південної і Північної династій храм Сандзюсанґен уник руйнувань, але кількість підконтрольних йому земель зменшилась, тому після 15 століття він поступово занепав. Проте у 1586 році Тойотомі Хідейосі відновив його, включивши до складу монастиря Ренґеоїн і звівши на півночі по-сусідству Залу Великого Будди монастиря Хокодзі. Він також прибудував Південні великі ворота і огорожу. В часи правління сьоґуна Токуґави Ієміцу було проведено ремонт будівлі Сандзюсанґен і реставрацію статуй.
З початку 20 століття храм Сандзюсанґен відкритий для відвідування. У центрі храму розміщено позолочену статую сидячої Авалокітешвари роботи Танкея, вистою 3,35 м. Праворуч і ліворуч неї розташовані 1000 статуй тисячорукої Авалокітешвари, по 500 з кожного боку. При вході і виході храму стоять кремезні скульптури божеств вітру і грому: Фудзіна і Райдзіна, а також статуї 28 підлеглих Авалокітешвари. Усі ці образи, за винятком 1000 бокових статуй, входять до списку Національних скарбів Японії. Більшість з них є шедеврами 13 століття.
Храм Сандзюсанґен відомий також турнірами з стрільби з лука, які проводяться щорічно 15 числа першого місяця Нового року. Ця традиція була започаткована у період Едо. Цілий день і ніч лучники змагаються, пускаючи стріли від південного до північного краю храму, відстань між якими становить 118 м. Переможець визначається за кількістю стріл, які уразили ціль.